# Museo de Culturas del Mundo
El Museo de Culturas del Mundo (en sueco: Världskulturmuseet) abrió sus puertas en Gotemburgo, Suecia, en 2004. Su objetivo es interpretar el tema de las culturas del mundo de una manera interdisciplinaria. El museo está situado junto al centro científico Universeum y el parque de atracciones Liseberg, cerca de Korsvägen. El museo interpreta el concepto de las culturas del mundo de una manera dinámica y abierta. Por un lado, las distintas culturas incorporan impulsos de cada una y son cada vez más parecidos entre sí. Por otra parte, diferencias locales,  nacionales, étnicas y de género moldean ese proceso. La cultura del mundo no es solamente acerca de la comunicación, la reciprocidad y la interdependencia, pero también acerca de la especificidad, la concreción y la singularidad de cada individuo. (De la información en la página web del museo).

## Exposiciones de apertura
- No hay nombre fiebre: El sida en la era de la globalización
- Horizontes: Voces de un África mundial
- Hermana de los sueños: La gente y los mitos del Orinoco
- Fred Wilson: Sitio invisibles - Las viviendas de los Demonios
- 390 m² Espiritualidad

## Arquitectura

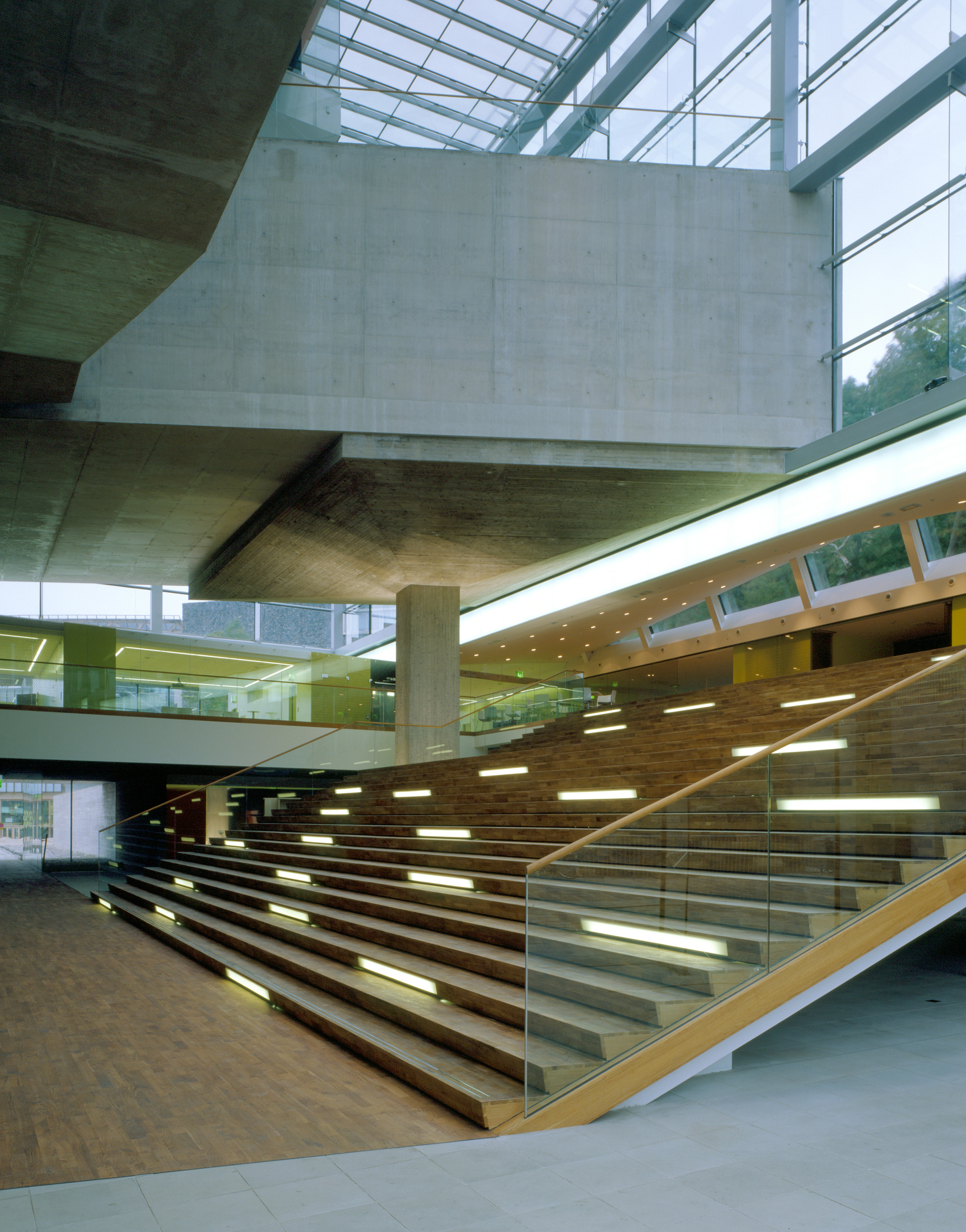
Imagen de las escaleras de madera en el interior del Museo de la Cultura del Mundo.

El edificio de cemento y vidrio, que se encuentra en una pendiente que conduce al parque de atracciones Liseberg, es elegante, compacto y modernista. Sus cuatro plantas atrio de cristal, mira hacia las montañas y bosques.
Las salas de exposiciones se encuentran en la parte cerrada del edificio, frente a Södra Vågen carretera. Los pisos superiores cuelgan libremente de cinco metros de largo de un sendero. Una larga sección de 43 metros de una ventana de visualización permite a los transeúntes con una vista de la mayor sala de exposiciones.
Los arquitectos del museo, que fueron escogidos después de un concurso internacional, son el franco-cubano-Inglés Cécile Brisac y Edgar González de Brisac González.